# Metallesthes unicolor
Metallesthes unicolor är en skalbaggsart som beskrevs av Macleay 1863. Metallesthes unicolor ingår i släktet Metallesthes och familjen Cetoniidae. Inga underarter finns listade i Catalogue of Life.